# Sid Atkinson
Sidney James Montford (Sid) Atkinson (Durban, 14 maart 1901 - aldaar, 31 augustus 1977) was een Zuid-Afrikaanse atleet gespecialiseerd in het hordelopen. Hij won op de Olympische Zomerspelen van 1928 de 110 m horden.
Atkinson kreeg internationale bekendheid in 1922, toen hij de 110 m horden in 15,2 seconden liep en de 400 m horden in 56,5 seconden. Hij was ook een sterk verspringer.
Op de Olympische Zomerspelen van 1924 eindigde hij tweede, vlak achter de Amerikaan Daniel Kinsey (goud) en voor de Zweed Sten Pettersson. Bij de volgende Olympische Spelen won hij een gouden medaille en versloeg hij de Amerikaanse wereldrecordhouder Steve Anderson, die tweede werd.

## Titels
- Olympisch kampioen 110 m horden - 1928
- AAA kampioen 120 yards horden - 1924, 1928

## Persoonlijke records
| Onderdeel    | Prestatie | Jaar |
| ------------ | --------- | ---- |
| 110 m horden | 14,7 s    | 1928 |
| verspringen  | 7,34 m    | 1925 |

## Palmares

### 110 m horden
- 1924  OS - 15,0 s
- 1928  OS - 14,8 s

1896: Tom Curtis ·
1900: Alvin Kraenzlein ·
1904: Frederick Schule ·
1908: Forrest Smithson ·
1912: Fred Kelly ·
1920: Earl Thomson ·
1924: Daniel Kinsey ·
1928: Sydney Atkinson ·
1932: George Saling ·
1936: Forrest Towns ·
1948: William Porter ·
1952: Harrison Dillard ·
1956: Lee Calhoun ·
1960: Lee Calhoun ·
1964: Hayes Jones ·
1968: Willie Davenport ·
1972: Rod Milburn ·
1976: Guy Drut ·
1980: Thomas Munkelt ·
1984: Roger Kingdom ·
1988: Roger Kingdom ·
1992: Mark McKoy ·
1996: Allen Johnson ·
2000: Anier García ·
2004: Liu Xiang ·
2008: Dayron Robles ·
2012: Aries Merritt ·
2016: Omar McLeod ·
2020: Hansle Parchment ·
2024: Grant Holloway
- Bibliothèque nationale de France: cb17070374z (data)